# Osnówka-Wyręby
Osnówka-Wyręby – wieś w Polsce położona w województwie podlaskim, w powiecie siemiatyckim, w gminie Perlejewo.
W latach 1975–1998 miejscowość administracyjnie należała do województwa łomżyńskiego.
Wierni kościoła rzymskokatolickiego należą do parafii św. Jana Chrzciciela w Grannym.

## Historia
Miejscowość powstała z parcelacji części majątku Osnówka na początku XX w. W miejscu wsi znajdował się las, który został wykarczowany. Przed II wojną światową było tu 6 domów. 